# میلاتوواتس (باتوچینا)
میلاتوواتس (به صربی: Milatovac) یک منطقهٔ مسکونی در صربستان است که در باتوچینا واقع شده‌است. میلاتوواتس ۵۸۴ نفر جمعیت دارد.